# Dean Conant Worcester
Pour les articles homonymes, voir Worcester (homonymie).
Dean Conant Worcester est un ornithologue américain, né en 1866 à Thetford dans le Vermont et mort en 1924.

## Biographie
Il fait ses études à l’université du Michigan où il obtient son Bachelor of Arts en 1889. Il participe à l’expédition conduite par Joseph Beal Steere (1842-1940) aux Philippines de 1887 à 1889 aux côtés du médecin-militaire Frank Swift Bourns.
De 1899 à 1901, il fait partie de la Commission américaine sur les Philippines. Jusqu’en 1913, il est secrétaire au ministère de l’intérieur auprès du gouvernement de l’archipel.

## Publications
Worcester est notamment l'auteur de :
- The Philippine Islands and Their People (1898)
- The Non-Christian Tribes of Northern Luzon (1906)
- The Philippines Past and Present (deux volumes, 1913 réédité en 1914)